# Öjeforsens dämningsområde
Öjeforsens dämningsområde är en sjö i Härjedalens kommun och Ljusdals kommun i Hälsingland och ingår i Ljusnans huvudavrinningsområde. Sjön har en area på 1,05 kvadratkilometer och ligger 232,5 meter över havet. Sjön avvattnas av vattendraget Ljusnan.

## Delavrinningsområde
Öjeforsens dämningsområde ingår i det delavrinningsområde (688016-146926) som SMHI kallar för Utloppet av Öjeforsens Dämningsomr.. Medelhöjden är 276 meter över havet och ytan är 10,24 kvadratkilometer. Räknas de 957 avrinningsområdena uppströms in blir den ackumulerade arean 10 755,6 kvadratkilometer. Avrinningsområdets utflöde Ljusnan mynnar i havet. Avrinningsområdet består mestadels av skog (76 procent). Avrinningsområdet har 1,06 kvadratkilometer vattenytor vilket ger det en sjöprocent på 10,3 procent.